# نادي ماشين سازي
نادي ماشين سازي تبريز لكرة القدم (بالفارسية: باشگاه فوتبال ماشین‌سازی تبریز) المعروف باسم ماشين سازي هو ناد إيراني لكرة القدم مقره في تبريز، أذربيجان الشرقية، إيران، والذي يلعب حاليًا في دوري المحترفين الإيراني. إن ماشين سازي هي أقدم فريق في شمال غرب إيران.
أنهى ماشين سازي موسم دوري أزاديجان 1994-1995 في المركز الثالث بقيادة الأسطورة الإيرانية ناصر حجازي، وهي أعلى مركز وصل له على الإطلاق في الدوري الإيراني الممتاز، لكنه هبط إلى الدرجة الثانية بعد بضع سنوات. في عام 2016، تحت قيادة رسول خطيبي، عاد ماشين سازي بعد غياب 20 عامًا.